# Condado de Heeren
El condado de Heeren es un título nobiliario  español creado por la reina regente María Cristina de Habsburgo y Lorena y concedido, en nombre de Alfonso XIII, a Antonio Heeren y Massá, mediante real decreto del 10 de mayo de 1895 y despacho expedido el 3 de junio del mismo año.
El título fue rehabilitado en 1994 por el rey Juan Carlos I a favor de Cristina Heeren de Sa y Sotomayor.

## Condes de Heeren
|                                  | Titular                              | Periodo                   |
| Creación por Alfonso XIII        | Creación por Alfonso XIII            | Creación por Alfonso XIII |
| -------------------------------- | ------------------------------------ | ------------------------- |
| I                                | Antonio Heeren y Massá               | 1895-1920                 |
| II                               | Antonio Heeren y González de Candamo | 1921-1941                 |
| Rehabilitación por Juan Carlos I |                                      |                           |
| III                              | Cristina Heeren de Sa y Sotomayor    | 1994-hoy                  |

## Historia de los condes de Heeren
- Antonio Heeren y Massá (m. 11 de marzo de 1920), I conde de Heeren.[1]

Casó con Virginia González de Candamo e Iriarte, hermana de Manuel Candamo, expresidente de la República del Perú. El 5 de agosto de 1921 le sucedió su hijo:
- Arturo Heeren y González de Candamo, II conde de Heeren.[1]

Casó en 1909 con Fernanda Wannamaker, nieta del empresario norteamericano John Wanamaker.[cita requerida]
El 24 de febrero de 1989 Cristina Heeren de Sa y Sotomayor, nieta del segundo conde e hija de Rodman Heeren y su esposa Aimée de Sá Soto-Maior, solicitó la rehabilitación del título. El 14 de enero de 1994 el título fue rehabilitado en su favor y el 9 de febrero del mismo año se le expidió carta de sucesión:
- Cristina Fernanda Heeren de Sa Sotomayor (n. Nueva York, 1 de marzo de 1943), III condesa de Heeren, presidenta de la Fundación Heeren de Flamenco.[5]

Casada con el británico John Christopher Noble.[cita requerida]